# Shirley Knight
Shirley Knight (Goessel, 5 luglio 1936 – San Marcos, 22 aprile 2020) è stata un'attrice statunitense.
Ottenne due candidature all'Oscar alla miglior attrice non protagonista per i film Il buio in cima alle scale (1960) e La dolce ala della giovinezza (1962). Vinse la Coppa Volpi per la migliore interpretazione femminile alla Mostra internazionale d'arte cinematografica di Venezia per Intolleranza: il treno fantasma (1967). Fu inoltre premiata con un Golden Globe, un Tony Award e due Emmy.

## Biografia
Dopo il suo esordio nel 1959 in Cinque vie per l'inferno di James Clavell, si affermò sul grande schermo all'inizio del decennio successivo: tra le sue pellicole più famose sono da ricordare Il gruppo (1966) di Sidney Lumet, Intolleranza: il treno fantasma (1967) di Anthony Harvey (che le valse la Coppa Volpi al Festival del Cinema di Venezia), Petulia (1968) di Richard Lester, Non torno a casa stasera (1969) di Francis Ford Coppola. Tra le sue più riuscite interpretazioni cinematografiche, quelle nel 1961 per Il buio in cima alle scale di Delbert Mann e nel 1962 per La dolce ala della giovinezza di Richard Brooks, con Paul Newman e Geraldine Page, per le quali fu candidata due volte all'Oscar come miglior attrice non protagonista.
Tra le altre sue apparizioni cinematografiche, da ricordare quelle nei film Juggernaut (1974) di Richard Lester, Amore senza fine (1981) di Franco Zeffirelli, Diabolique (1996) di Jeremiah S. Chechik e Qualcosa è cambiato (1997) di James L. Brooks. È inoltre conosciuta, più recentemente, per il ruolo di Necie in I sublimi segreti delle Ya-Ya Sisters (2002) di Callie Khouri.
Attrice raffinata e di riconosciuto talento, la Knight ha tuttavia dedicato gran parte della sua carriera al teatro, come dimostrano le sue partecipazioni a The Three Sisters, We Have Always Lived in a Castle, A Lovely Sunday for Creve Coeur e Kennedy's Children, che le fruttò il Tony Award alla miglior attrice non protagonista. Verrà candidata una seconda volta al Tony Award per The Young Man from Atlanta. Lavorò spesso per il piccolo schermo, recitando piccole parti in serie televisiva come Desperate Housewives, Law & Order - Unità vittime speciali, Dr. House - Medical Division, Crossing Jordan, E.R. - Medici in prima linea e Cold Case - Delitti irrisolti. La sua interpretazione televisiva più acclamata è stata quella in L'asilo maledetto (1995), film per la TV che le fece ottenere l'Emmy per miglior attrice non protagonista in una mini-serie o film per la televisione e il Golden Globe come migliore attrice non protagonista in una serie, mini-serie o film per la televisione. Nello stesso anno vinse un altro Emmy come Guest Actres per NYPD Blue. Ne aveva già vinto un altro nel 1988 nella stessa categoria per la serie In famiglia e con gli amici.

## Vita privata
Nel 1959 sposò l'attore Eugene Persson, da cui ebbe una figlia, Kaitlin, e da cui divorziò nel 1969. Dal 1970 fu sposata con l'attore John Hopkins fino alla morte di lui, avvenuta nel 1998. Dal secondo matrimonio nacque un'altra figlia, Sophie.
È morta per cause naturali presso la casa di sua figlia a San Marcos, in Texas, all'età di 83 anni.

## Filmografia

### Cinema
- Cinque vie per l'inferno (Five Gates to Hell), regia di James Clavell (1959)
- Lo zar dell'Alaska (Ice Palace), regia di Vincent Sherman (1960)
- Il buio in cima alle scale (The Dark at the Top of the Stairs), regia di Delbert Mann (1960)
- Ucciderò alle sette (The Couch), regia di Owen Crump (1962)
- La dolce ala della giovinezza (Sweet Bird of Youth), regia di Richard Brooks (1962)
- Rivolta al braccio D (House of Women), regia di Walter Doniger (1962)
- I tre da Ashiya (Flight from Ashiya), regia di Michael Anderson (1964)
- Il gruppo (The Group), regia di Sidney Lumet (1966)
- Intolleranza: il treno fantasma (Dutchman), regia di Anthony Harvey (1967)
- Tutti cadranno in trappola (The Counterfeit Killer), regia di Joseph Lejtes (1968)
- Petulia, regia di Richard Lester (1968)
- Non torno a casa stasera (The Rain People), regia di Francis Ford Coppola (1969)
- Sensi proibiti (Secrets), regia di Philip Saville (1971)
- Juggernaut, regia di Richard Lester (1974)
- L'inferno sommerso (Beyond the Poseidon Adventure), regia di Irwin Allen (1979)
- Amore senza fine (Endless Love), regia di Franco Zeffirelli (1981)
- Il messaggero della morte (The Sender), regia di Roger Christian (1982)
- Benders, regia di Jace Alexander (1994)
- Il colore della notte (Color of Night), regia di Richard Rush (1994)
- The Secret Life of Houses, regia di Adrian Velicescu (1994)
- Stuart salva la famiglia (Stuart Saves His Family), regia di Harold Ramis (1995)
- Diabolique, regia di Jeremiah S. Chechik (1996)
- Qualcuno sta aspettando (Somebody Is Waiting), regia di Martin Donovan (1996)
- Little Boy Blue, regia di Antonio Tibaldi (1997)
- Qualcosa è cambiato (As Good as It Gets), regia di James L. Brooks (1997)
- 75 Degrees in July, regia di Hyatt Bass (2000)
- Angel Eyes - Occhi d'angelo (Angel Eyes), regia di Luis Mandoki (2001)
- Salton Sea - Incubi e menzogne (The Salton Sea), regia di D. J. Caruso (2002)
- P.S. Your Cat Is Dead!, regia di Steve Guttenberg (2002)
- I sublimi segreti delle Ya-Ya sisters (Divine Secrets of the Ya-Ya Sisterhood), regia di Callie Khouri (2002)
- A House on a Hill, regia di Chuck Workman (2003)
- Sexual Life, regia di Ken Kwapis (2005)
- Cocco di nonna (Grandma's Boy), regia di Nicholaus Goossen (2006)
- Open Window, regia di Mia Goldman (2006)
- Thanks to Gravity, regia di Jessica Kavana Dornbusch (2006)
- Oltre i binari (The Other Side of the Tracks), regia di A.D. Calvo (2008)
- Not Fade Away, regia di Susan Boyer e Wayne Boyer (2008)
- Il superpoliziotto del supermercato (Paul Blart: Mall Cop), regia di Steve Carr (2009)
- Ascolta il tuo cuore (Listen to Your Heart), regia di Matt Thompson (2009)
- Quell'idiota di nostro fratello (Our Idiot Brother), regia di Jesse Peretz (2012)
- Mercy, regia di Peter Cornwell (2014)
- Il superpoliziotto del supermercato 2 (Paul Blart: Mall Cop 2), regia di Andy Fickman (2015)
- The Missing Girl, regia di A.D. Calvo (2015)
- Periphery, regia di Jason Winn (2018)

### Televisione
- Buckskin – serie TV, 7 episodi (1958)
- The Restless Gun – serie TV, episodio 2x19 (1959)
- Gli uomini della prateria (Rawhide) – serie TV, episodio 1x21 (1959)
- Johnny Staccato – serie TV, episodio 1x03 (1959)
- Bronco – serie TV, episodi 1x09-3x05 (1959-1961)
- The Texan – serie TV, 2 episodi (1959)
- Bourbon Street Beat – serie TV, episodio 1x18 (1960)
- Playhouse 90 – serie TV, 2 episodi (1958-1960)
- Indirizzo permanente (77 Sunset Strip) – serie TV, episodio 2x31 (1960)
- Hawaiian Eye – serie TV, 3 episodi (1959-1960)
- The Roaring 20's – serie TV, 1 episodio (1961)
- Maverick – serie TV, episodio 4x20 (1961)
- Lawman – serie TV, 1 episodio (1961)
- Surfside 6 – serie TV, episodi 1x08-1x14-2x28 (1960-1962)
- Corruptors (Target: The Corruptors) – serie TV, episodio 1x29 (1962)
- La città in controluce (Naked City) – serie TV, 1 episodio (1961)
- The United States Steel Hour – serie TV, 2 episodi (1962-1963)
- Alcoa Premiere – serie TV, 1 episodio (1963)
- The DuPont Show of the Week – serie TV, 1 episodio (1963)
- Undicesima ora (The Eleventh Hour) – serie TV, 1 episodio (1963)
- The Outer Limits – serie TV, 1 episodio (1963)
- Sotto accusa (Arrest and Trial) – serie TV, episodio 1x14 (1963)
- Il reporter (The Reporter) – serie TV, episodio 1x01 (1964)
- La parola alla difesa (The Defenders) – serie TV, 1 episodio (1964)
- Il virginiano (The Virginian) – serie TV, 2 episodi (1962-1965)
- Il fuggiasco (The Fugitive) – serie TV, 3 episodi (1964-1966)
- Polvere di stelle (Bob Hope Presents the Chrysler Theatre) – serie TV, 1 episodio (1966)
- Gli invasori (The Invaders) – serie TV, 1 episodio (1967)
- The Jazz Age – serie TV, 1 episodio (1968)
- Thirty-Minute Theatre – serie TV, 1 episodio (1972)
- I nuovi medici (The Bold Ones: The New Doctors) – serie TV, 1 episodio (1972)
- Due onesti fuorilegge (Alias Smith and Jones) – serie TV, 1 episodio (1972)
- Ghost Story – serie TV, 1 episodio (1973)
- Le strade di San Francisco (The Streets of San Francisco) – serie TV, 1 episodio (1973)
- Jigsaw – serie TV, 1 episodio (1973)
- I misteri di Orson Welles (Orson Welles' Great Mysteries) – serie TV, 1 episodio (1973)
- Medical Center – serie TV, 1 episodio (1974)
- Marcus Welby (Marcus Welby, M.D.) – serie TV, 1 episodio (1974)
- Nakia – serie TV, 1 episodio (1974)
- Il cacciatore (The Manhunter) – serie TV, 1 episodio (1975)
- Barnaby Jones – serie TV, 1 episodio (1975)
- 21 ore a Monaco (21 Hours at Munich), regia di William A. Graham – film TV (1976)
- Carrie e Peter - Una storia d'amore (Champions: A Love Story), regia di John A. Alonzo – film TV (1979)
- Fania (Playing for Time), regia di Daniel Mann e Joseph Sargent – film TV (1980)
- Il brivido dell'imprevisto (Tales of the Unexpected) – serie TV, 1 episodio (1981)
- Mary Benjamin (Nurse) – serie TV, 1 episodio (1982)
- L'ora del mistero (Hammer House of Mystery and Suspense) – serie TV, episodio 1x08 (1986)
- Spenser (Spenser: For Hire) – serie TV, 2 episodi (1985-1987)
- Un giustiziere a New York (The Equalizer) – serie TV, 1 episodio (1989)
- La signora in giallo (Murder, She Wrote) – serie TV, episodi 5x12-6x19 (1989-1990)
- In famiglia e con gli amici (Thirtysomething) – serie TV, 2 episodi (1987-1990)
- Matlock – serie TV, 1 episodio (1990)
- Law & Order - I due volti della giustizia (Law & Order) – serie TV, 1 episodio (1991)
- Avvocati a Los Angeles (L.A. Law) – serie TV, 1 episodio (1993)
- NYPD - New York Police Department (NYPD Blue) – serie TV, 1 episodio (1995)
- VR.5 – serie TV, 1 episodio (1995)
- L'asilo maledetto (Indictment: The McMartin Trial), regia di Mick Jackson – film TV (1995)
- Cybill – serie TV, 1 episodio (1996)
- Il matrimonio di Shelby (The Wedding), regia di Charles Burnett – film TV (1998)
- Maggie Winters – serie TV, 16 episodi (1998-1999)
- Chicken Soup for the Soul – serie TV, 1 episodio (1999)
- Il fuggitivo (The Fugitive) – serie TV, 1 episodio (2001)
- Ally McBeal – serie TV, episodio 5x14 (2002)
- Night Visions – serie TV, 1 episodio (2002)
- E.R. - Medici in prima linea (ER) – serie TV, 1 episodio (2002)
- Law & Order - Unità vittime speciali (Law & Order: Special Victims Unit) – serie TV, episodi 3x01-5x01 (2001-2003)
- Crossing Jordan – serie TV, 1 episodio (2004)
- Cold Case - Delitti irrisolti (Cold Case) – serie TV, 1 episodio (2004)
- Dr. House - Medical Division (House, M.D.) – serie TV, 1 episodio (2005)
- The Unit – serie TV, 1 episodio (2007)
- Desperate Housewives – serie TV, 5 episodi (2005-2007)
- Drop Dead Diva – serie TV, episodio 1x12 (2009)
- Hot in Cleveland – serie TV, episodio 1x06 (2010)
- The Mob Doctor – serie TV, episodio 1x07 (2012)
- Che peccato! – film TV (2015)

### Cortometraggi
- Death in Venice, CA (1994)
- The Man Who Counted (1998)
- Fly Cherry (2003)
- To Lie in Green Pastures (2005)
- Locked In, regia di Suri Krishnamma (2005)

## Riconoscimenti
- 1961: candidatura all'Oscar alla miglior attrice non protagonista per Il buio in cima alle scale
- 1961: candidatura al Golden Globe per Il buio in cima alle scale e come nuova attrice più promettente
- 1963: candidatura all'Oscar alla miglior attrice non protagonista per La dolce ala della giovinezza
- 1963: candidatura al Golden Globe per La dolce ala della giovinezza
- 1967: Coppa Volpi per Intolleranza: il treno fantasma
- 1968: candidatura al Golden Laurel per Petulia
- 1981: candidatura al Premio Emmy per Ballata per un condannato
- 1982: candidatura al Razzie Award per Amore senza fine
- 1988: Premio Emmy per In famiglia e con gli amici
- 1989: candidatura al Premio Emmy per Un giustiziere a New York
- 1990: candidatura al Premio Emmy per In famiglia e con gli amici
- 1992: candidatura al Premio Emmy per Law & Order - I due volti della giustizia
- 1995: Premio Emmy per L'asilo maledetto e New York Police Department
- 1996: Golden Globe per L'asilo maledetto
- 1998: candidatura al Golden Satellite Award per Qualcosa è cambiato
- 1999: candidatura al Golden Satellite Award per Il matrimonio di Shelby
- 2006: candidatura al Emmy per Desperate Housewives
- 2006: candidatura al Premio Emmy per Desperate Housewives
- 2006: Susan B. Anthony 'Failure is Impossible' Award

## Doppiatrici italiane
- Vittoria Febbi ne Lo zar dell'Alaska, Il buio in cima alle scale, Cold Case - Delitti Irrisolti, Desperate Housewives, Mercy
- Aurora Cancian ne La signora in giallo, Law & Order - I due volti della giustizia, Quell'idiota di nostro fratello
- Lorenza Biella ne Il messaggero della morte, Law & Order - Unità vittime speciali, Night Visions
- Angiolina Quinterno ne L'asilo maledetto, I sublimi segreti delle Ya-Ya sisters, Diabolique
- Rita Savagnone ne Il superpoliziotto del supermercato, Il superpoliziotto del supermercato 2
- Fiorella Betti ne La dolce ala della giovinezza
- Daniela Nobili in Non torno a casa stasera
- Serena Spaziani ne L'inferno sommerso
- Germana Dominici in Fania
- Maria Pia Di Meo in Amore senza fine
- Ludovica Modugno ne L'ora del mistero
- Anna Rita Pasanisi in Qualcosa è cambiato
- Alina Moradei in Dr. House - Medical Division
- Graziella Polesinanti in Cocco di nonna
- Melina Martello in Ascolta il tuo cuore